# 옹녀뎐
옹녀뎐은 2014년에 공개된 영화이다. 대한민국 출신의 경석호가 감독했다. 한채유가 주인공을 맡았다.

## 배역
- 한채유
- 강경유
- 신유주
- 김태훈

## 같이 보기
- 한채유